# Simulium duplex
Simulium duplex är en tvåvingeart som beskrevs av Shewell och Fredeen 1958. Simulium duplex ingår i släktet Simulium och familjen knott. Inga underarter finns listade i Catalogue of Life.